# Tomaj
A Tomaj férfinév régi magyar személy- illetve nemzetségnévből ered. Jelentése vitatott, talán hallgatag, mogorva.

## Gyakorisága
Az 1990-es években szórványos név, a 2000-es években nem szerepel a 100 leggyakoribb férfinév között.

## Névnap
- március 7.[2]
- október 2.[2]

## Híres Tomajok
- Tomaj, I. István korában élt besenyő vezér